# Stavnîkî, Kameanka-Buzka
Stavnîkî (în ucraineană Ставники) este un sat în comuna Jovtanți din raionul Kameanka-Buzka, regiunea Liov, Ucraina.

## Demografie
Componența lingvistică a localității Stavnîkî
     Ucraineană (100%)
Conform recensământului din 2001, toată populația localității Stavnîkî era vorbitoare de ucraineană (100%).